# Sohyang
Kim So-hyang, (김소향?, Gim So-hyangLR), nota come Sohyang (Gwangju, 5 aprile 1978), è una cantante e scrittrice sudcoreana conosciuta per le sue capacità vocali, tanto da essere definita la Mariah Carey sudcoreana.

## Biografia
Sohyang debutta nel 1996 nel complesso gospel  Pos, acquisendo notorietà nella comunità cristiana. Diventa invece conosciuta a livello nazionale nel 2012 partecipando alla competizione televisiva Naneun gasuda su MBC TV, durante la quale le viene attribuito il soprannome di "Mariah Carey coreana". L'anno seguente pubblica Crystal Castle, un romanzo fantasy in due volumi. Nel 2014 partecipa alla puntata speciale di Bulhu-ui myeonggok: Jeonseor-eul noraehada dedicata a Michael Bolton, interpretando Lean on Me. Dopo aver registrato le parti cantate della protagonista Vaiana per il doppiaggio coreano del film Disney Oceania, nella prima metà del 2017 appare a Bongmyeon ga-wang, dove si aggiudica sei vittorie consecutive, il massimo raggiunto fino a quel momento da una concorrente donna. Nel frattempo esce la sua nuova serie letteraria fantasy Anaxion per la Arete Books. In seguito registra un remake di Wind Song di Cho Yong-pil per la colonna sonora del drama Go back bubu, che esegue durante la trasmissione dei KBS Drama Award a fine anno. Alla cerimonia d'apertura delle Paralimpiadi invernali 2018 si esibisce con il brano Here as One insieme al soprano Sumi Jo, realizzato appositamente per l'evento.

### Vita privata
Nel 1998 sposa Kim Hee-joon, leader dei Pos. Tre mesi dopo le nozze le viene diagnosticato il tumore dell'ovaio, a cui sopravvive grazie alla diagnosi precoce; tuttavia, la rimozione chirurgica di un'ovaia la rende parzialmente sterile. La chitarrista JinJoo Lee del gruppo statunitense DNCE è sua cognata.

## Stile musicale
Sohyang ha un'estensione vocale di cinque ottave e la sua carriera di cantante è influenzata dalla sua fede cristiana.

## Discografia

### Con i Pos

#### Album in studio
- 2000 – Sohyang (POS)
- 2001 – Letter to the Sky
- 2004 – Butterfly
- 2007 – Dream
- 2009 – Story
- 2012 – 15th Anniversary (POS) Dream. Walking in Memory (Me and You)

#### EP
- 2012 – 15th Anniversary (Pos)

### Da solista

#### Singoli
- 2007 – Sohyang Christmas
- 2012 – I Love You I Love You (feat. Haha)
- 2013 – Brand New
- 2014 – Fall In All In
- 2016 – The Road Home
- 2018 – The Song Begins

#### EP
- 2011 – Diva Project

## Riconoscimenti
- Challenge Korea Award
  - 2019 – Gran premio ai cantanti[13]
- MBC Entertainment Award
  - 2017 – Premio speciale nella categoria Show televisivi per Bongmyeon ga-wang[14]
- Seoul Success Award
  - 2016 – Gran premio nella categoria Cultura[15]